# NOT BEER
『NOT BEER』（ノットビアー）は、2025年5月30日に公開された日本映画。監督は中川寛崇、主演は玉城裕規。劇場で上演された作品「Not beer but low-molt beer」を映画化。クラウドファンディング事業会社の株式会社CAMPFIREで、2022年5月31日に募集を開始し、製作された映画。

## キャスト
- 鮫島優：玉城裕規
- 押切淳平：相馬理
- 二階堂早妃：永瀬未留
- 辻知成：伊藤慶徳
- 瀧ハルエ：金子早苗
- 園田あいか
- 今出舞
- 田村響華
- 佐渡ツムジ
- 石塚みづき
- 宗綱弟
- 神田川侑希

## スタッフ
- 監督 - 中川寛崇
- 脚本 - 佐渡ツムジ
- 企画・プロデューサー - 川又崇功
- プロデューサー - 谷口航季
- 撮影 - 米澤郁弥
- 照明 - 溝江利文
- 録音 - 渡部未佳
- ヘアメイク - 出町莉里、梶山ひな
- 衣装 - 平山空
- 編集 - 田村宗大
- スチール - JUMPEI TAINAKA
- 配給 - Go×En